# Stratification croisée

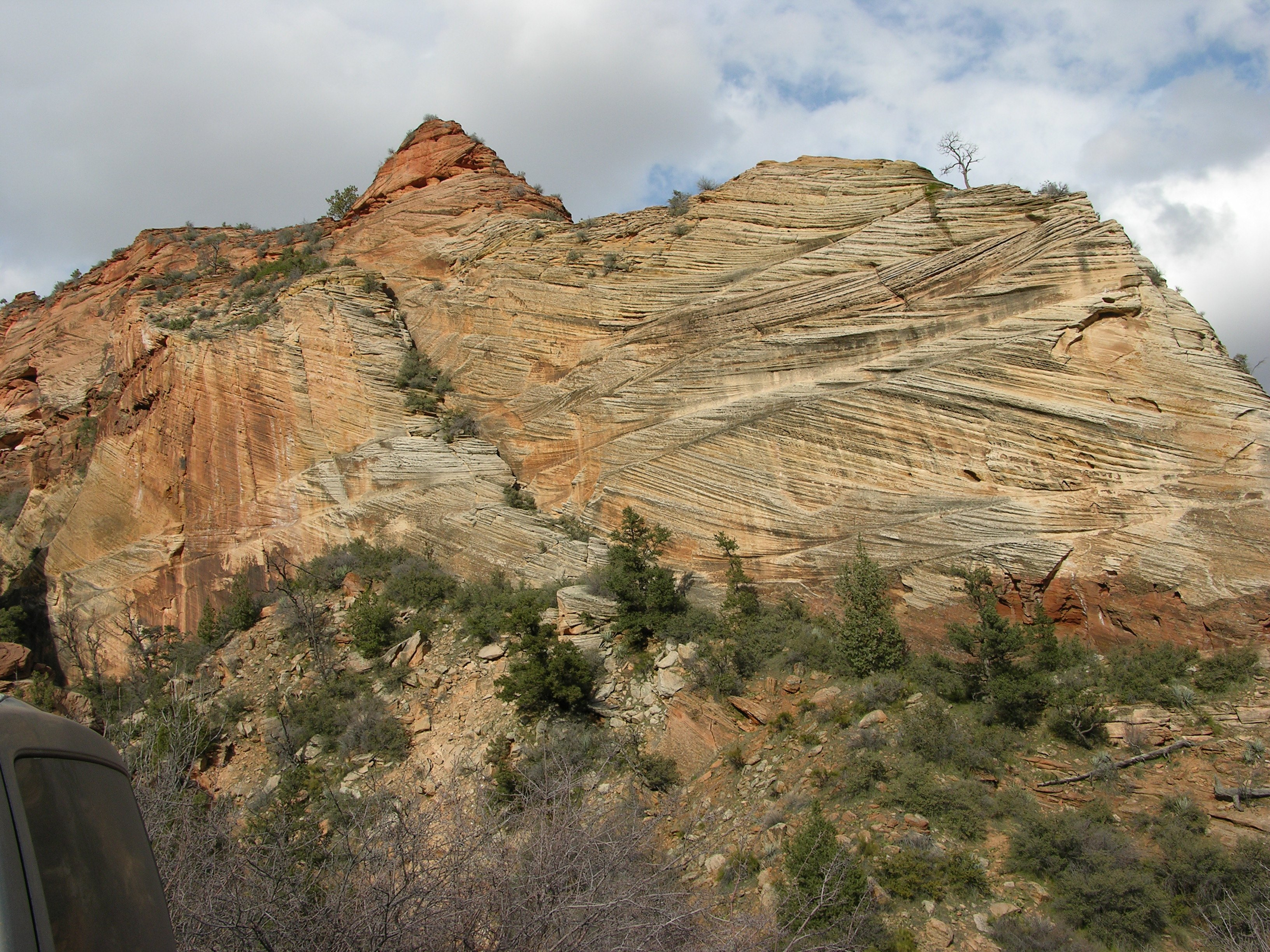
Sédimentation croisée dans des grès. Zion Canyon (Utah, États-Unis).

En géologie, une stratification entrecroisée est une structure sédimentaire constituée d'un empilement de couches au sein d'une strate formant un angle avec le plan de stratification principal. Les structures sédimentaires qui en résultent sont des unités grossièrement horizontales composées de couches inclinées. La stratification dépositionnelle originale est inclinée, mais cette inclinaison n'est pas le résultat d'une déformation post-dépositionnelle. Les stratifications croisées se forment pendant le dépôt de sédiment sur des surfaces inclinées (e.g. rides, dunes) et indiquent que l'environnement de dépôt contenait un milieu en mouvement (généralement de l'eau ou du vent). On retrouve ces structures notamment dans les rides, les dunes, les antidunes, les hummocks, les barres et les pentes deltaïques.